# النوايل (تاجة)
النَّوَايِل أو نوايل تاجة هي بلدية تقع في مقاطعة طليطلة في قشتالة والمنجى في إسبانيا. وفقًا لتعداد عام 2006 ( INE ) ، يبلغ عدد سكان البلدية 5095 نسمة.